# Coregonus pidschian
Coregonus pidschian é uma espécie de peixe da família Salmonidae.
Pode ser encontrada nos seguintes países: Canadá, Finlândia, Itália, Lituânia, Rússia, Suécia, Suíça e nos Estados Unidos da América.